# Манстер
Манстер (енгл. Munster, ир. An Mhumhain) је провинција у јужном делу Ирске. У њен састав улази шест округа: Клер, Корк, Кери, Лимерик, Типерари и Вотерфорд. Провинција се простире на територији од 24.127 , а највећи град је Корк. Према попису из 2006. године Манстер је имао 1.172.170 становника.
Ово подручје је некада било подељено у шест региона, која су била уједињена у три краљевства: Томонд (Северни Манстер), Дезмонд (Јужни Манстер) и Ормонд (Источни Манстер). Три круне на данашњој застави провинције представљају некадашња три краљевства.
У периоду до 4. века нове ере овом облашћу је владао јужни ирски клан. У 10. веку долази до инвазије Викинга, који су се настанили на подручју данашњег Лимерика и Вотерфорда. Два века касније, после англо-норманске инвазије, власт успостављају феудалне породице Фицџералд и Батлерх. За време Ирског грађанског рата, Манстер је прогласио отцепљење од Ирске Слободне Државе и основао Републику Манстер. Она је трајала свега месец дана, јер је војска Ирске Слободне Државе брзо сломила отпор тамошњег становништва.
Године 1841. подручје данашње провинције је насељавало око 3.000.000 становника. Међутим, у каснијим годинама долази до масовних миграција које се у мањем обиму настављају све до 1980-их.
Највећи град и привредни центар Манстера је Корк, који је 2006. године имао око 380.000 становника. Ту се налази велики број производних постројења у области тешке индустрије, бродоградилиште, постројења за монтажу аутомобила, производњу аутомобилских гума, текстилна индустрија итд.